# Tweede Kamerverkiezingen 2002/Kandidatenlijst/VSP
De kandidatenlijst voor de Tweede Kamerverkiezingen 2002 voor de Verenigde Senioren Partij was als volgt:

## De lijst
- schuin: voorkeurdrempel overschreden

1. Anneke Smit-Boerma - 31.620 stemmen
2. Piet Bruijstens - 1.492
3. Francien den Toom-’t Hart - 685
4. Kees Kruijmer - 409
5. Floor Le Hane - 835
6. Ad van ‘t Geloof - 342
7. Jan Boerland - 354
8. Rita Santoro-van Halm Braam - 309
9. Tineke van der Wal-Vriezen - 297
10. Wim Hendriks - 202
11. Martien van Bakel - 179
12. Rien de Vreugd - 215
13. Anton Fock van Coppenaal - 217
14. Aad Turkenburg - 253
15. Herman Troost - 180
16. Jantine Slootheer-Dijkstra - 84
17. Jacques Hendriks - 77
18. Margriet Algra (alleen in kieskring 8) - 26
19. Els van Leeuwen-Veldhuizen - 94
20. An de Jonge-van Geest - 134
21. Henny Quispel-Fonteijn Kuijpers - 58
22. Winny Lemette - 64
23. Renée Soute (alleen in kieskring 8) - 2
24. Arie Dubbelman - 175
25. Elly Middelburg-Hardijzer - 90
26. Ellen van der Ploeg - 138
27. Ties Hogenbirk-Padding - 46
28. Diny Out-Gerstel - 399

PvdA · VVD · CDA · D66 · GroenLinks · SP · SGP · VSP · NMP · PvdT · VIP & Ouderenunie · ChristenUnie · Duurzaam Nederland · Leefbaar Nederland · LPF · Republikeinse Volkspartij
2002 · 2006